# Mesacanthion
Mesacanthion é um género de nematóides pertencente à família Thoracostomopsidae.
O género tem distribuição quase cosmopolita.
Espécies:
- Mesacanthion africanthiforme
- Mesacanthion africanum
- Mesacanthion agubernatus
- Mesacanthion alexandrinus
- Mesacanthion arabium
- Mesacanthion arcuatile
- Mesacanthion armatum
- Mesacanthion audax
- Mesacanthion banale
- Mesacanthion brachycolle
- Mesacanthion breviseta
- Mesacanthion cavei
- Mesacanthion ceeum
- Mesacanthion conicum
- Mesacanthion cricetoides
- Mesacanthion diplechma
- Mesacanthion ditlevseni
- Mesacanthion donsitarvae
- Mesacanthion fricum
- Mesacanthion gracilisetosum
- Mesacanthion hawaiiense
- Mesacanthion heterospiculum
- Mesacanthion hirsutum
- Mesacanthion infantile
- Mesacanthion jejuensis
- Mesacanthion karense
- Mesacanthion kerguelense
- Mesacanthion longispiculum
- Mesacanthion longissimesetosum
- Mesacanthion lucifer
- Mesacanthion majus
- Mesacanthion marisalbi
- Mesacanthion monhystera
- Mesacanthion obscurum
- Mesacanthion pacificum
- Mesacanthion pali
- Mesacanthion pannosum
- Mesacanthion paradentatum
- Mesacanthion primitivum
- Mesacanthion propinquum
- Mesacanthion proximum
- Mesacanthion rigens
- Mesacanthion southerni
- Mesacanthion studiosum
- Mesacanthion tenuicaudatum
- Mesacanthion ungulatum
- Mesacanthion virile